# 赵玉兰
赵玉兰（1950年8月—），女，汉族，山东淄博人，中华人民共和国政治人物，曾任山东省妇女联合会主席，山东省政协副主席，第九、十届全国人大代表。